# Rhaponticum orientale
Rhaponticum orientale là một loài thực vật có hoa trong họ Cúc. Loài này được (Serg.) miêu tả khoa học đầu tiên năm 1977.